# Burmoniscus thorntoni
Burmoniscus thorntoni är en kräftdjursart som beskrevs av Green, Ferrara och Stefano Taiti 1990. Burmoniscus thorntoni ingår i släktet Burmoniscus och familjen Philosciidae. Inga underarter finns listade i Catalogue of Life.